# Anonimo veneziano (romanzo)
Anonimo veneziano è un romanzo breve di Giuseppe Berto, pubblicato nel 1976. Il libro è posteriore all'uscita del film Anonimo veneziano (1970) e dell'azione teatrale Anonimo veneziano, testo drammatico in due atti (1971).

## Genesi dell'opera
Nel 1966, l'attore ed aspirante regista Enrico Maria Salerno si rivolse a Giuseppe Berto, con la richiesta di scrivere la sceneggiatura del film che sarebbe diventato Anonimo veneziano. Berto scrisse i dialoghi del film e li consegnò all'esordiente regista nel 1967:. Dopo il grande successo del film, Berto affidò alle stampe un'azione teatrale che sostanzialmente comprendeva i dialoghi di cui era autore, con qualche didascalia. Sul lavoro e sull'autore piovvero molte critiche e accuse di perseguire fini puramente commerciali; 
 tali atteggiamenti della critica erano dovuti alla coincidenza dell'uscita di Love Story, romanzo di Erich Segal, sebbene i dialoghi di Berto scritti per Anonimo veneziano precedessero di qualche anno il lavoro dell'autore americano.

Per tutte queste ragioni, ma soprattutto per un completamento artistico, Giuseppe Berto si impegnò a fondo nella stesura di un romanzo in cui i dialoghi fossero inseriti in un contesto narrativo. L'idea venne allo scrittore quando, esaminando la traduzione in inglese della sua azione teatrale da parte di Valerie Southorn,si accorse che la traduttrice, 
 Affidato il romanzo alle stampe nel 1976, Giuseppe Berto dichiarò: 

## Trama
Venezia, in una giornata di novembre, si incontrano un uomo e una donna. Nel romanzo non hanno nome, sono lui e lei, oppure l'uomo e la donna; non è descritto l'aspetto fisico, è indicata l'età, poco al di sotto dei quarant'anni per l'uomo e qualche anno in meno per la donna. I due sono legalmente sposati, ma non si vedono da otto anni, da quando lei ha preso il figlioletto Giorgio e se n'è andata. Ora lui l'ha fatta venire nella città dove entrambi sono nati e dove è nato anche il loro legame.
La donna arriva con un treno verso mezzogiorno. Vuole sapere perché lui l'abbia cercata e, poiché convive a Milano con un uomo assai facoltoso, ha ricevuto indicazioni dal suo avvocato sul modo di comportarsi: è molto diffidente perché, quando si è trattato di contattare il coniuge per una causa di annullamento del matrimonio alla Sacra Rota, lui non si è presentato. Ora invece la sta aspettando ed è incantato di vederla bellissima come un tempo, ma più donna, nel pieno della femminilità.
Le prime frasi scambiate dai due sono piene di provocazioni da parte dell'uomo, alle quali la donna è decisa a non cedere. Lei si aspetta che lui le rinfacci il nuovo rapporto con l'altro uomo, dal quale ha anche avuto una bambina, l'acquisizione di un elevato stato sociale, che la mette al riparo da mille pericoli, il perbenismo che contraddice il loro passato di contestatori. Del resto, lui non le ha mai dato sicurezze, sono vissuti in stato di precarietà e quasi di irresponsabilità per come si è comportato. Inoltre, nel lasciarlo, lei ha portato con sé il figlioletto e ha trascorso qualche anno completamente sola, accettando qualsiasi lavoro onesto.
Ma, nonostante gli anni passati e le molte amarezze, i due non hanno smesso di amarsi, hanno solo accantonato il loro sentimento, che d'altronde li porta ben presto a litigare e a ferirsi. Era stato il limite del loro amore giovanile, passato tra memorabili amplessi e continue animosità, spesso violente. Lui è stato violento un tempo e lo è ancora: a una risposta che lo contraria, dà uno schiaffo alla donna, salvo poi vergognarsene e chiederle perdono. E intanto non emerge mai il motivo per cui l'ha chiamata a Venezia.
Il pomeriggio trascorre con qualche momento di abbandono e un progressivo sciogliersi della tensione. Un po' come un istrione, un po' perché questo era il proposito, durante un modesto pranzo che si concedono, l'uomo dice di essere prossimo alla fine, a causa di un cancro al cervello. La rivelazione sconvolge a tal punto la donna, che non vorrebbe tornare a Milano, ma gli vorrebbe stare vicino e prestare soccorso. Però lui ha sempre abusato della compassione che ha saputo suscitare in lei e, comprendendo di averle fatto del male per il suo narcisismo, la porta con sé a casa, per farla partecipe dei suoi più importanti segreti e con la promessa che a sera lei se ne tornerà alla sua famiglia.
Sin da giovane studente, l'uomo suonava con enorme talento l'oboe, ma non aveva saputo andare oltre un posto in orchestra. Ora, grazie a un gruppo di ragazzi del Conservatorio che avevano fondato un'orchestra da camera, lui aveva reso disponibile la sua casa, attrezzandola a studio di registrazione, e ospitando i giovani per le prove. E con loro stava incidendo un concerto per oboe, presentato come Anonimo veneziano. Così, entrati in casa, lui le illustra il programma, le fa sentire una registrazione già completata, esprime la volontà di portare a termine il concerto per lasciare qualcosa, per continuare a vivere attraverso un'opera musicale, per lei e il loro figlio.
La donna conosce bene quel talento e apprezza quanto lui sta facendo, ma non sono finite le cose da dire, né l'angoscia che prova nello stargli accanto. Vorrebbe morire con lui e per lui, ma già infinite altre volte lui ha scaricato su di lei il mal di vivere, rischiando di annientarla. Ora lo sa, lo ammette, e può mostrarle che, almeno nella musica, non è più solo, né inutile. Quando arrivano i ragazzi per la prova, lei è ancora lì. Si comincia a suonare, ma l'uomo, ricordando che lei deve ripartire, si turba e produce dei suoni imperfetti. Così interrompe la prova, va sull'uscio, dove lei esita ancora; la congeda dolcemente. Lei va via senza voltarsi e la prova del concerto riprende in modo più disteso.

## Edizioni
In lingua italiana:
- Giuseppe Berto, Anonimo veneziano, Rizzoli, Milano 1976
- Giuseppe Berto, Anonimo veneziano, con una presentazione inedita dell'Autore, BUR, Milano 2005
- Giuseppe Berto, Anonimo veneziano, introduzione di Cesare De Michelis, Pozza, Vicenza 2018

In altre lingue:
- (ES)  Giuseppe Berto; Anónimo veneciano, traduzione di Francesc Parcerisas, Argos-Vergara, Barcelona 1979
- (FR)  Giuseppe Berto; Anonimo veneziano, traduzione di Lévina Caufriez, Les éditions du Hazard, Bruxelles 2007.